# Francisco González Guinán
Francisco González Guinán (Valencia, provincia de Carabobo, Venezuela, 3 de octubre de 1841 - Macuto, Distrito Federal, Venezuela, 7 de diciembre de 1932) fue un abogado, periodista, historiador y político venezolano.

## Biografía
Fue un destacado historiador y militante del partido liberal durante los sucesivos gobiernos de Antonio Guzmán Blanco (1870-1888), en los que participó ocupando distintos cargos. Posteriormente, defendió los ideales del partido liberal durante las presidencias de Juan Pablo Rojas Paúl y Joaquín Crespo. Mantuvo activa correspondencia con Antonio Guzmán Blanco hasta la muerte de éste, convirtiéndose, a través de su actividad periodística y de su obra como historiador, en un entusiasta defensor del legado del "Ilustre Americano".
En mayo de 1886 publicó su obra Reminiscencias históricas, que dedicó al General Guzmán Blanco. En 1929, con motivo de la segunda edición de la obra, amplió la dedicatoria para hacerla también extensiva al General Juan Vicente Gómez a quien, según la dedicatoria, "le ha tocado la gloria de [...] dar a la Patria paz fecunda y grandes progresos morales y materiales".
Pero su obra más importante fue la monumental Historia contemporánea de Venezuela en 14 volúmenes, en la que ya trabajaba en 1893 animado por el propio Guzmán Blanco desde París, quien consideraba que era preciso que la concluyese pues sería "el más grande servicio que se habrá rendido a la causa liberal por nadie". Se trata de una obra esencial para conocer la historia de Venezuela de la segunda mitad del siglo XIX, y en particular de los conflictos entre liberales y conservadores que llevaron a la Revolución de Marzo, la Guerra Federal, la Revolución azul y el inicio de la era guzmancista tras la Revolución de Abril y la victoria liberal en la Batalla de Apure.
No obstante, al haber sido González Guinán parte activa en buena parte de estos acontecimientos, la obra ha sido acusada de parcialización evidente y de realizar una alabanza constante de las acciones de Guzmán Blanco como militar y gobernante, así como una descalificación sistemática de sus adversarios. Fue Francisco González Guinán junto con el señor Ricardo Smith quien logró localizar el manuscrito original del Acta de la Declaración de Independencia de Venezuela en la ciudad de Valencia el 23 de octubre de 1907.

## Obras
- El consejero de la juventud ante el juicio público (1877)
- Reminiscencias históricas (1886 y 1929)
- Historia del gobierno del doctor J.P. Rojas Paul (1891)
- Historia contemporánea de Venezuela (1891-1915)
- Tradiciones de mi pueblo (1927)
- Memorias (póstumo, 1964)